# Ігнатій (Демченко)
Ігна́тій (Де́мченко), єпи́скоп Кіровогра́дський і Микола́ївський (8 травня 1905, м. Бендери,(Молдова) — 5 жовтня 1965, м. Слов'янськ, (Україна) — архієрей Українського екзархату Російської православної церкви. Хіротонізований у єпископа 1961 року. Очолював Хмельницьку, Чернігівську та Кіровоградську кафедри. Вихованець Румунської Православної Церкви.

## Біографія

### Юність
Іван Миколайович Демченко народився 8 травня 1905 року в м. Бендери (Молдова), в сім'ї робітника. У 1923 році, отримавши середню освіту, вступив до числа братії Ново-Нямецького Свято-Вознесенського монастиря, Бендеровського повіту. Протягом двох років він ніс монастирський послух.
У 1926 році вступив до чернечої духовної семінарії у Старо-Нямецькій лаврі в Румунії. У 1930 році після закінчення 4-го класу духовної семінарії виїхав у Париж для продовження богословських студій у Свято-Сергіївському православному інституті.

### Початок служіння
У жовтні 1930 року прийняв чернечий постриг з ім'ям Ігнатій, висвячений митрополитом Євлогієм (Георгієвським) в ієродиякона і направлений на Сергієвське подвір'я. 19 серпня 1933 митрополитом Євлогієм рукоположений на ієромонаха і залишений на тому ж подвір'ї. У 1935 році закінчив богословський інститут, але тільки в 1937 році (у зв'язку з хворобою) отримав звання кандидата богослов'я. У цьому ж році нагороджений наперсним хрестом.
У 1939 році зведений в сан ігумена і повернувся до Румунії. З вересня 1939 року був духівником у Кишиневській цвинтарній богадільні при Олександро-Невському братстві. 
У липні 1942 року переведений до Староцвинатрної Всіхсвятської церкви. У цьому ж році о. Ігнатій був прийнятий у євхаристійне спілкування з Московською Патріархією і призначений штатним священиком і ключарем Кишинівського кафедрального Христо-Різдвяного собору. 15 лютого 1941 зведений в сан архімандрита. З 1946 року по грудень 1948 року служив на парафіях у сибірських єпархія. З грудня 1948 по вересень 1961 року — на парафіях Українського Екзархату. Був настоятелем церкви Преображення Господнього в Жданові, благочинним, членом Єпархіального ради. 

### Архієрейське служіння
3 вересня 1961 хіротонізований в єпископа Хмельницького і Кам'янець-Подільського. Хіротонію здійснювали: митрополит Київський Іоанн і митрополит Одеський Борис.
12 січня 1962 призначений єпископом Чернігівським і Ніжинським і тимчасово керуючим Сумською єпархією. 
16 листопада 1962 переміщений на Кіровоградську і Миколаївську кафедру із звільненням від управління Сумською єпархією.
З 25 травня 1965 єпископ Ігнатій через хворобу знаходився на спокої в м. Слов'янську. Проживаючи в Слов'янську, єп. Ігнатій з благословення Патріарха Алексія і за згодою митрополита Одеського Сергія здійснював богослужіння в недільні та святкові дні в Олександро-Невському храмі. Останнє богослужіння він здійснив 12 вересня 1981 року на свято перенесення мощей святого благовірного князя Олександра Невського. Після того його хвороба посилилася. 30 вересня та 1 жовтня владика Ігнатій причастився Святих Христових Таїн і пройшов соборування. 5 жовтня його стан ще погіршився. О 16 годині протоієрей Григорій Гавриленко прочитав канон на Вихід душі, а о 18 годині владика Ігнатій тихо помер. Відспівування було здійснено при великому скупченні людей в Олександро-Невському храмі. Поряд з цим храмом єпископ і був похований.

## Погляди і праці

### Сайти
- (рос.) Игнатий (Демченко)
- (рос.) Епископ Игнатий (Демченко Иван Николаевич) [Архівовано 5 лютого 2006 у Wayback Machine.]